# Parabole du grand souper
Le Grand souper est une parabole de l'Évangile selon Luc. Jésus veut à travers ses propos inciter à croire et à se réjouir de l'existence de Dieu. Cette parabole est proche dans la forme et le fond de celle des Noces.

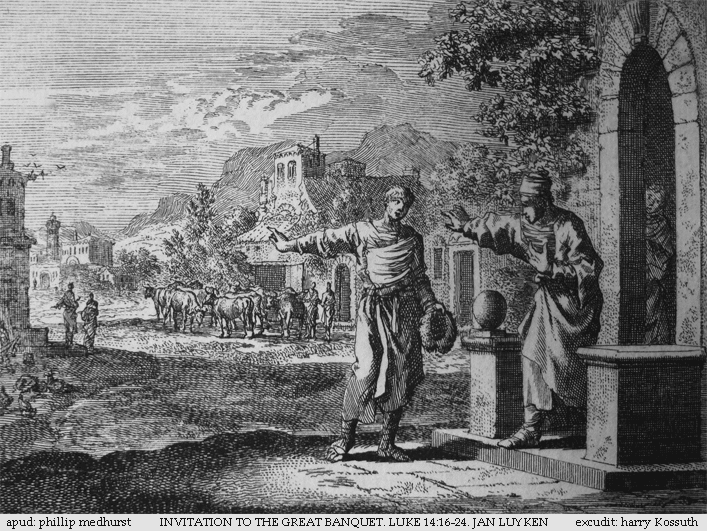
Jan Luyken: l'invitation, Bible Bowyer.

## Texte
Évangile selon Luc, chapitre 14, versets 15 à 24 :
« Un de ceux qui étaient à table, après avoir entendu ces paroles, dit à Jésus : Heureux celui qui prendra son repas dans le royaume de Dieu ! Et Jésus lui répondit : Un homme donna un grand souper, et il invita beaucoup de gens. À l'heure du souper, il envoya son serviteur dire aux conviés : Venez, car tout est déjà prêt. Mais unanimement, ils se mirent à s'excuser. Le premier lui dit : J'ai acheté un champ, et je suis obligé d'aller le voir ; excuse-moi, je te prie. Un autre dit : J'ai acheté cinq paires de bœufs, et je vais les essayer ; excuse-moi, je te prie. Un autre dit : Je viens de me marier, et c'est pourquoi je ne puis aller. Le serviteur, de retour, rapporta ces choses à son maître. Alors le maître de la maison irrité dit à son serviteur: Va promptement dans les places et dans les rues de la ville, et amène ici les pauvres, les estropiés, les aveugles et les boiteux. Le serviteur dit : Maître, ce que tu as ordonné a été fait, et il y a encore de la place. Et le maître dit au serviteur : Va dans les chemins et le long des haies, et ceux que tu trouveras, contrains-les d'entrer, afin que ma maison soit remplie. Car, je vous le dis, aucun de ces hommes qui avaient été invités ne goûtera de mon souper. » 
D'après la Bible traduite par Louis Segond.

## Interprétation
Le souverain pontife Grégoire le Grand a nommé son homélie 36 : « les invités qui se dérobent ». C'est ce passage renommé de l’Évangile selon Luc qui est commenté. Le Pape explique que ce repas est celui de la fin des temps. Peu y viennent car malheureusement ils préfèrent les nourritures terrestres aux célestes. Saint-Grégoire exhorte à ne pas dédaigner les appels de Dieu, et à mettre au premier plan les volontés divines plutôt que les désirs matériels. Il faut croire en Dieu et ne pas refuser ses préceptes.